# Тилопил
Тилопи́л, тилопи́лус, горча́к (лат. Tylopilus) — род трубчатых грибов семейства Болетовые (лат. Boletaceae).

## Морфология
Шляпка на ощупь гладкая, бархатистая или волокнистая, сухая; в сырую погоду клейкая.
Гименофор трубчатый, приросший или выемчатый, трубочки белые, позднее розоватые. Поры округлые или слабоугловатые, светло-розового цвета.
Ножка центральная, имеет ярко выраженную тёмную сеточку, либо чешуйки.
Мякоть светлая, на срезе цвет не изменяет, либо немного розовеет.
Споровый порошок розовый или светло-коричневый.

## Экология и распространение
Образуют микоризу с буковыми и сосновыми, реже — сапротрофы на гниющей древесине.

## Виды
В роду известно до 20 видов, бо́льшая часть которых произрастает в тропических широтах Западного полушария. На территории бывшего СССР — 3 вида.
- Tylopilus alboater
- Tylopilus appalachiensis
- Tylopilus atronicotianus
- Tylopilus badiceps
- Tylopilus castaneiceps
- Tylopilus chromapes — Подосиновик окрашенноногий
- Tylopilus felleus — Жёлчный гриб, или желчный гриб — наиболее часто встречающийся в России вид.
- Tylopilus ferrugineus
- Tylopilus indecisus
- Tylopilus nigerrimus
- Tylopilus plumbeoviolaceoides
- Tylopilus plumbeoviolaceus
- Tylopilus rhoadsiae
- Tylopilus rubrobrunneus
- Tylopilus rufonigricans
- Tylopilus sordidus
- Tylopilus tabacinus
- Tylopilus virens